# Самерсет Мом
Вилијам Самерсет Мом (енгл. William Somerset Maugham; Париз, 25. јануар 1874 — Ница, 16. децембар 1965) је био енглески драматург, романсијер и приповедач. Био је један од најпопуларнијих књижевника свог времена. 

## Биографија
Својим првим романом, Лиза од Ламбета (Liza of Lambeth), објављеним 1897, постигао је успех и изазвао скандал у јавности. У роману је Мом описао своја искуства радећи као млади лекар у сиромашним квартовима Лондона. Средња класа је сматрала да није у реду да се натуралистички описује свет радништва.
Најпогоднији медијум за исказивање својих идеја Мом је пронашао у драми. Примери су: Круг (The Circle), Бољи међу нама (Our Betters), Вечна супруга (The Constant Wife). Почетком 20. века није био редак случај да се по четири његове драме истовремено изводе у Лондону. Момова продуктивност била је изузетна. Требало му је само недељу дана да напише драму и још једна да је ревидира.
Своје прво хомосексуално искуство је доживео око своје шеснасте године, током студија у Хајделбергу. Упркос својој сексуалној оријентацији, Мом је ступио у брак са Сири Велкам. Брак је произвео ћерку, Мери Елизабет Мом, али је био проблематичан и као такав убрзо довео до перманенте раставе.
За јавну личност Момове генерације, декларисати се као хомосексуалац је било незамисливо. У покушају да прикрије своју природу, или опет пишући из самопрезира који је велики број припадника геј популације осећао у том периоду, Мом заједљиво и презриво пише о геј уметницима.
Око 1914. године, Мом упознаје Гералда Хакстона, младића из Сан Франциска, који ће бити његов пратилац и љубавник све до Хакстонове смрти 1944. године.
Његово најзначајније дело је роман Људски окови (Of Human Bondage) из 1915, који се сматра аутобиографском причом. Филип Кери, главни лик романа, је сироче које одраста уз лицемерног, као што је био случај и у Момовом детињству.
Други значајан роман је Оштрица бријача (The Razor's Edge) из 1944. У њему је јунак бивши амерички пилот који, након трауматичних искустава у Првом светском рату, тражи смисао у животу.